# Ping-Pong (Kabarett)
Ping-Pong war ein politisch-satirisches Kabarett in Berlin und Amsterdam, der Weimarer Republik, das von 1931 bis 1934 bestand.
Das politisch-satirische Kabarett wurde im Oktober 1931 von dem kaum 20-jährigen Kurt Egon Wolff gegründet. Seine Spielstätte fand es in der Goltzstraße Nr. 9, Berlin-Schöneberg, in den Räumen des russischen Emigrantenkabaretts Der blaue Vogel.
Das erste Programm stand unter dem Motto „Wir wollen lachen“. Die Texte schrieben vor allem Curt Bry und Peter Hagen.
An den bunten Mischungen der Programme waren Colette Corder, Ellen Frank, Franz Fiedler, Wolfgang Helmke, Elfriede Jerra, Robert Klein-Lörk, Traute Kroll, Fritz Lafontaine, Ilse Trautschold, das parodistische Gesangsduo Bep & Git, der Stimmen- und Gräuschimitator Dotz Sohn-Rethel und Dora Gerson mit ihren beeindruckenden Chansoninterpretationen beteiligt. Begleitet wurden die Szenenfolgen von Curt Bry und Fried Walter an zwei Klavieren. Im ersten Programm „Wir wollen Lachen“ stand auch Liselott Wilke auf der Bühne, die später als Lale Andersen mit dem Lied Lili Marleen nach einem Gedicht von Hans Leip international berühmt wurde.

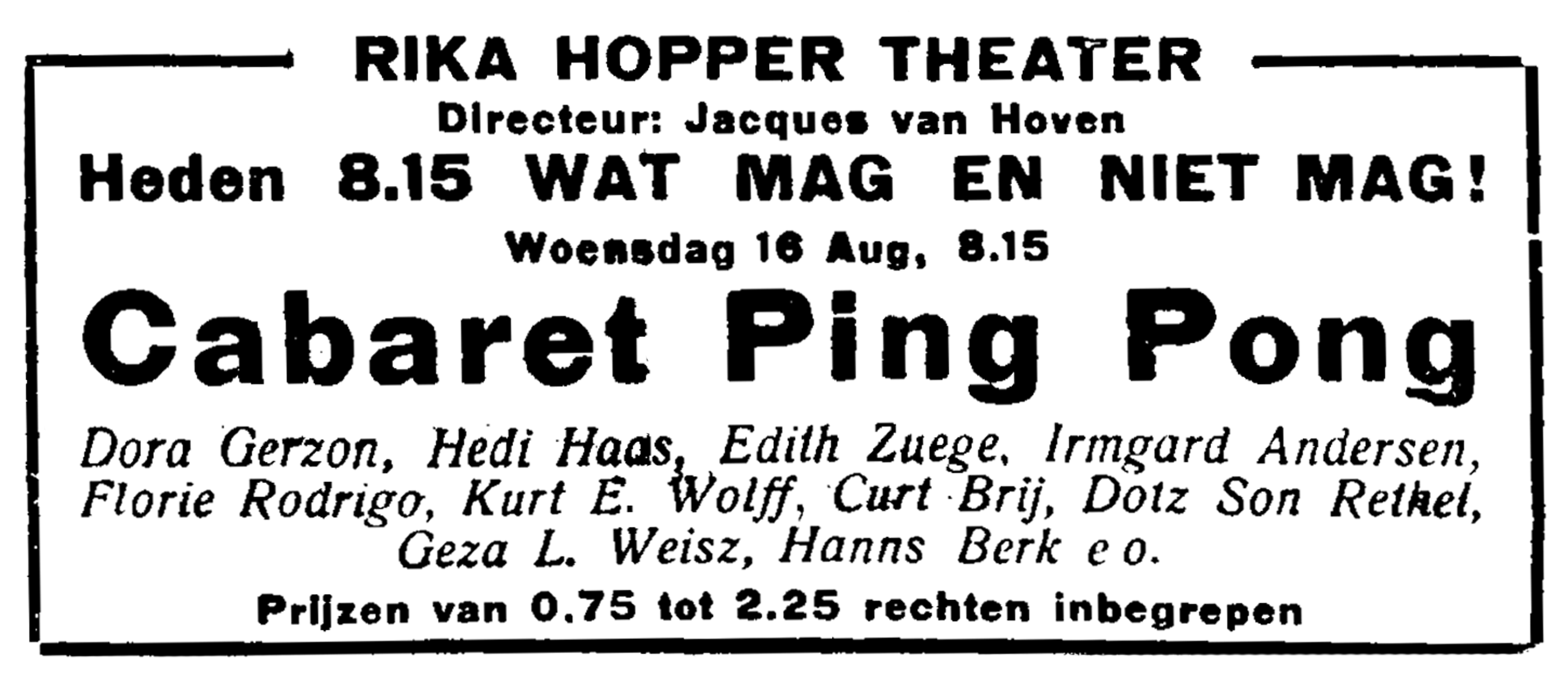
Ping-Pong Exilkabarett im Rika Hopper Theater, August 1933

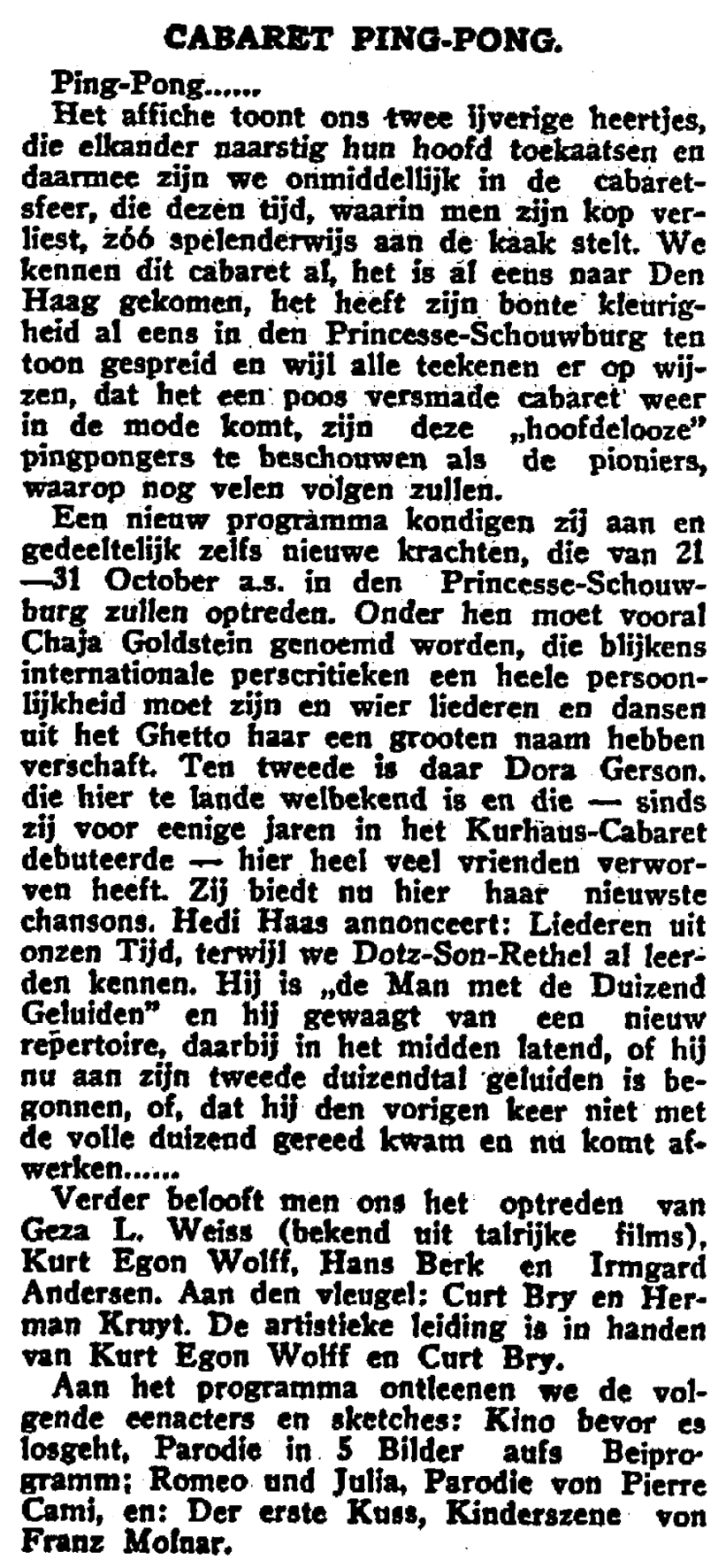
Ping-Pong Kabarett, Oktober 1933

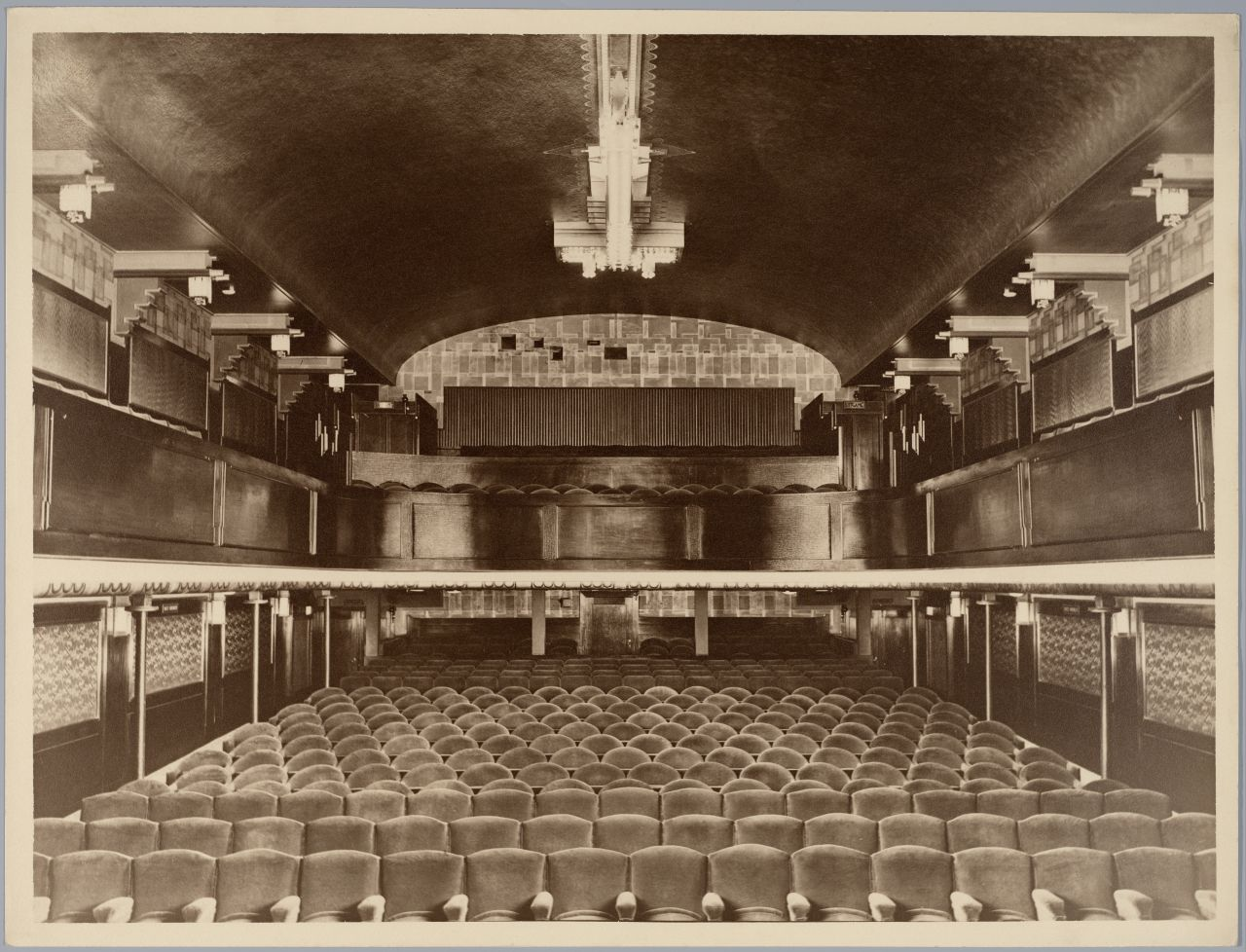
Rika Hopper Theatre, Amsterdam, 1927

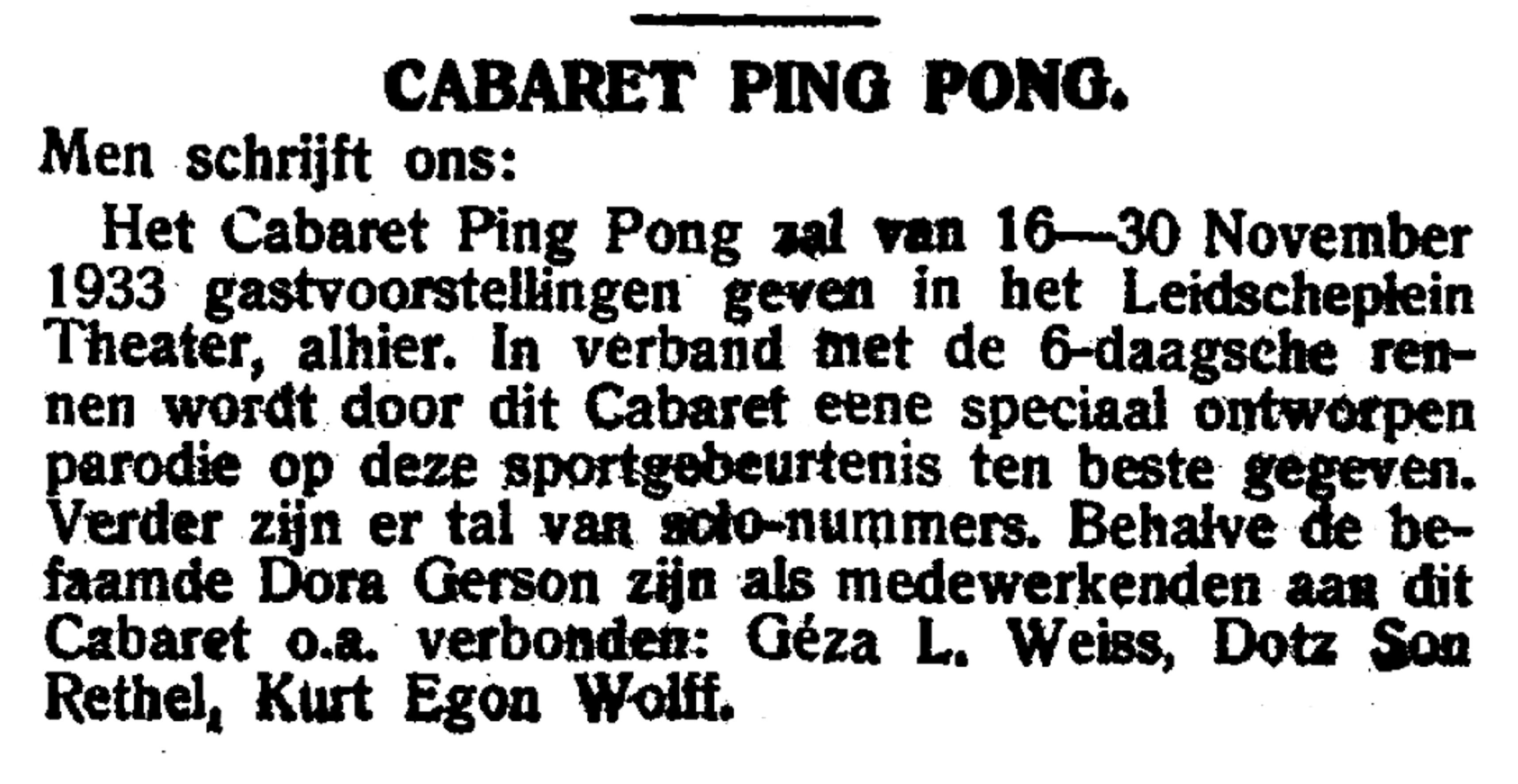
Ping-Pong Cabaret, Nieuw Israelietisch Weekblad, 10. November 1933

In den späten 1920er und frühen 1930er Jahren waren Touristen aus der ganzen Welt nach Deutschland gekommen. Hunderte Amüsierbetriebe, Bars, Bühnen, Filmtheater und Tingeltangel hatten Berlin zur Hauptstadt des Vergnügens, und den Rest Europas zur Provinz gemacht. Auch von den Niederlanden aus hatte man nach Berlin geschaut, auch in Amsterdam und Den Haag waren Zirkus, Kabaretts, Revuen, Operetten und Tanztheater von der Spree der Inbegriff der leichten Unterhaltung und, da Theaterbesitzer und Kurhausdirektoren im eigenen Land nichts vergleichbares fanden, kamen sie nach Deutschland und engagierten dort Soloprogramme und ganze Revuen. Bis zum Krieg hatte „das Deutsche“ noch einen so guten Ruf, dass viele Niederländer bereit waren, für deutschsprachige Unterhaltung zu zahlen, und so wurden niederländische Großstädte und Seebäder zur beliebten Station deutscher Sänger und Komödianten wie Richard Tauber, Hans Albers, oder den Comedian Harmonists.
Kurz vor Hitlers Machtergreifung im Januar 1933 emigrierte Kurt Egon Wolff in die Niederlande. Bereits am 6. Mai 1933 eröffnete das Ping-Pong im Amsterdamer Rika Hopper-Theater mit einem ersten Programm und stellt sich dem Amsterdamer Publikum als erstes Emigrantenkabarett vor. Neu zum Ensemble gekommen waren der mit dem Leopold Jessner-Ensemble geflohene Schauspieler Erwin Parker, der komisch-dicke Geza L. Weisz, die Grotesktänzerin Julia Marcus, die schon 1930 in den Berliner Kabaretts ihre Hitler-Parodie getanzt hatte, und Chaja Goldstein mit jiddischen Liedern und Tänzen. Aufgrund ihrer Erfahrungen mit Faschismus und Antisemitismus in Deutschland schlugen die Mitglieder politische Töne an. Als Halbweltdame zurechtgemacht, beendete etwa die Tanzpantomimin Julia Marcus ihre Interpretation eines Walzers mit dem Aufsetzen einer Gasmaske.
Der Erfolg blieb allerdings aus. Die niederländischen Zuschauer wollten unterhalten und nicht mit Problemen von ausländischen Flüchtlingen belästigt werden. Auch weil es untersagt war, dass das Staatsoberhaupt eines befreundeten Landes zu beleidigen und man es auf gar keinen Fall mit der Polizei zu tun haben wollte, beschlossen Kurt Egon Wolff und Dora Gerson, welche nun zum festen Ensemble gehörte, wieder auf die bewährte leichte Unterhaltung zu setzen. Zu dieser Entscheidung trug noch ein weiterer Grund bei. Anders als viele Schriftsteller, waren Gerson und Wolff nicht aus politischen Gründen geflüchtet, sondern weil man sie als Juden in Deutschland mit Auftrittsverboten belegt hatte. Die Mitglieder des Ping-Pong gehörten eher dem Bürgertum an und wollen nicht unbedingt in Verbindung mit den sozialistischen und kommunistischen Exilanten gebracht werden, die ihre Lebensaufgabe darin sahen, den Nationalsozialismus offensiv zu bekämpfen. Ihr Ziel war es vielmehr, einem breiten Publikum zu gefallen und von ihren Einnahmen zu leben.
Als die Truppe im August 1933, auf Einladung des Niederländischen Kabarettisten Louis Davids an dessen ’’Kurhaus Cabaret’’ in Scheveningen ihr zweites Programm vorstellte, trug sie unpolitische Lieder von Bertolt Brecht, Friedrich Hollaender, Erich Kästner, Kurt Tucholsky und dem Komponisten, Texter und Sänger Curt Bry vor. Daneben machten literarische Parodien einen bedeutenden Teil des Abends aus. Schillers Ballade „Die Glocke“ wurde im Ton einer 6-Tage-Rennen-Moderation vorgetragen. Dabei waren der Geräuschimitator Dotz Sohn-Rethel, der Kabarettist Geza L. Weisz, die Chansonniere Hedi Haas sowie das Gesangsduo Bep & Git mit Variationen über das Volkslied „Der Mai ist gekommen“ im Stil berühmter Komponisten sowie einer Jazz-Version. Ein weiters prominentes Mitglied des Ensembles war die Sängerin und Tänzerin Chaja Goldstein.
Trotz dieser Verlagerung auf die Unterhaltung, drohte gegen Ende des Jahres die Aberkennung der Arbeitserlaubnis. Die Truppe entzog sich dem, indem sie auf Tournee ging. Erste Station war Zürich mit Gastspiel in der Tonhalle, wo die in die Schweiz emigrierte Liselott Wilke dazukam. Eingedenk der Erfahrungen mit dem niederländischen Publikum und den Behörden, verzichtete man auf offensichtliches politisches Kabarett. Nach der erfolgreichen Premiere, aber schlechter Kritik, tourte das Ensemble noch einige Zeit durch die Schweiz, dann trennte man sich. Liselott Wilke blieb allein in der Schweiz zurück. Bald drohten Gläubiger, die dem Kabarett Geld geliehen hatten, mit einer Anzeige, die wiederum zum Verlust der Aufenthaltsgenehmigung hätte führen können.
Lale Andersen kehrte im April 1934 nach München zurück. Dort trat sie im Simplicissimus auf. Um ihre in Zürich bei Freunden zurückgebliebenen Kinder zu schützen, nahm sie den Künstlernamen Lale Andersen an – und wurde kurze Zeit später mit dem Lied Vor der Kaserne weltberühmt.
Ein anderer Teil ihrer ehemaligen Kollegen, ohne Dora Gerson und Dotz Sohn-Rethel, aber mit Erwin Parker, war inzwischen nach Amsterdam zurückgekehrt und versuchte eine Wiederbelebung des Ping-Pongs. Mittlerweile hatten niederländische Künstler gegen das Überangebot der deutschen Emigranten in der niederländischen Unterhaltungskunst protestiert und erfolgreich gefordert, dass in deutschen Ensembles künftig auch Niederländer vertreten sein müssten. Als das Ping-Pong im Herbst 1934 mit einem neuen Programm in Amsterdam auftrat, bereicherte es Kurt Egon Wolff um die gewünschten Einheimischen, und entging damit einem erneuten Verbot. Wie eine Kritik in der Zeitung De Volkskrant vom 8. Oktober 1934 vermuten lässt, erwies sich diese Entscheidung aber als falsch. „Man hatte die Idee, auch junge holländische Talente in das Ensemble aufzunehmen, aber alles, was man aufnahm, war erbärmlichster Dilettantismus. […] Das Talent in dieser Besetzung ist deutsch […] Der Rest, der hier konferiert, singt und witzig zu sein versucht, ist unter dem Niveau der Unterhaltung in der Kneipe auf einer Dorfkirmes und dürfte nicht auf den Brettern eines seriösen Kabaretts auftreten.“
Nach solchen Besprechungen blieben die Zuschauer fern. Nach ein paar Aufführungen löste sich das Ping-Pong endgültig auf. Sein Verdienst besteht jedoch darin, das niederländische Kabarett dahingehend angeregt zu haben, dass eine Aufführung nicht eine Sammlung zusammenhangsloser Nummern sein kann, sondern ein in sich geschlossenes Programm.
Kurt Egon Wolff überlebte den Krieg, indem er 1937 mit Sohn-Rethel nach England übersiedelte und schließlich 1939 nach Los Angeles emigrierte, wo er Karriere in der Musikabteilung von Warner Brothers machte. Chaja Goldstein kam in das Durchgangslager Westerbork, überlebte dieses, und ging wenige Jahre nach Kriegsende mit ihrem Mann nach New York. Julia Marcus ging nach Paris, arbeitete dort und half weiteren Tänzern bei Flucht vor den Nazis. Curt Bry konnte auch entkommen und immigrierte über England in die USA. Dora Gerson versuchte in die Schweiz zu entkommen, sie wurde an der Grenze entdeckt, deportiert und 1943 in Auschwitz, zusammen mit ihrem zweiten Ehemann und den Kindern, ermordet.

## Weblink
- Transit Niederlande – Deutsche Künstler im Exil